# Franco Zampari
Franco Zampari (Nápoles, 10 de setembro de 1898 — São Paulo, 14 de setembro de 1966) foi um empresário e produtor teatral italiano radicado no Brasil. Fundador e diretor administrativo do Teatro Brasileiro de Comédia (TBC) e da Companhia Cinematográfica Vera Cruz. Em São Paulo foi o responsável pela explosão do Teatro e do Cinema.

## História
Franco Zampari desembarcou no Brasil em dezembro de 1922. O Engenheiro italiano veio trabalhar em São Paulo, a convite do amigo: Francisco Matarazzo Sobrinho, para organizar a Metalúrgica Matarazzo. Apaixonado por Teatro, logo se tornou frequentador assíduo do Teatro Municipal de São Paulo, onde mantinha duas cadeiras permanentes.
| “ | Quando cheguei a São Paulo a cidade possuía 600 mil habitantes. E o ponto de encontro elegante era o Cine República, na velha praça do mesmo nome. Hoje vivo suas transformações. As chaminés cortam o céu e o movimento Modernista traz o vento da renovação. | ” |

Ninguém como ele fez tanto para o desenvolvimento da cultura e das artes brasileiras em São Paulo. No final dos anos 1940, São Paulo vivia um momento de modernização de suas instituições artísticas. Assim surgiram o Museu de Arte de São Paulo Assis Chateaubriand (MASP), em 1947, o Museu de Arte Moderna de São Paulo (MAM-SP), em 1948, e, no mesmo ano, o Teatro Brasileiro de Comédia (TBC), do qual Zampari foi o fundador e diretor administrativo. Na década de 1950, o TBC se tornaria notável para o desenvolvimento das artes cênicas nacionais, ao somar ao seu elenco nomes como Cacilda Becker, Paulo Autran, Sérgio Cardoso, Tônia Carrero e Cleyde Yáconis, além de encenadores como Ziembinski e Adolfo Celi.
Em 1949 fundou aquela que seria considerada a "Hollywood brasileira", localizada em São Bernardo do Campo: a Companhia Cinematográfica Vera Cruz, responsável pelos primeiros clássicos da cinematografia brasileira como Caiçara, Tico-tico no Fubá, O Cangaceiro, e alguns filmes com o campeão de bilheteria Mazzaropi (que se lançou como ator de cinema pela Vera Cruz e, mais tarde, em 1958, fundaria sua própria produtora cinematográfica), Sinhá Moça e o último filme (porém o mais elogiado pela crítica da época) Floradas na Serra. O estúdio fechou em 1954 por problemas financeiros.
Recolhido e vendo os amigos se afastarem, Franco Zampari faleceu em 1966 praticamente esquecido pela imprensa e pela classe artística brasileira, tendo perdido uma imensa fortuna no TBC e na Vera Cruz.